# سیلاو (الیگودرز)
سیلاو یک روستا در ایران است که در دهستان زز شرقی شهرستان الیگودرز واقع شده‌است.
 سیلاو ۳۳ نفر جمعیت دارد.